# Rózsa Schwimmer

Rózsa Schwimmer

Rózsa Schwimmer, també coneguda com a Rosika Schwimmer o Bédy-Schwimmer (Budapest, 11 de setembre de 1877 - Nova York, 3 d'agost de 1948), fou una política, diplomàtica, pacifista, feminista i sufragista hongaresa.

## Biografia
Nascuda al si d'una família jueva benestant de Budapest, la seua joventut transcorregué a Temesvár i a Szabadka (actualment Timişoara i Subotica, respectivament), on son pare es dedicava al comerç de grans i de productes agrícoles. Després de completar el batxillerat el 1891, Rózsa assistí a les classes d'una escola comercial nocturna, suposadament per a xics, i a partir del 1895 intentà diversos treballs. Estigué contractada de comptable i corresponsal comercial, i l'experiència negativa que hi tingué, a més de la influència del seu oncle, l'advocat i escriptor pacifista Leopold Katscher, la va dur a l'activisme. Des dels primers mesos va ser membre de la Nőtisztviselők Országos Egyesületének (Associació Nacional de Funcionàries), constituïda el 1897, la qual presidí a partir del 1901. El 1904 viatjà amb la seua amiga i confident Vilma Glücklich a Berlín, on participaren en la convenció de la International Woman Suffrage Alliance (IWSA) (Aliança Internacional de Dones Sufragistes), recentment creada, i en el Congrés Internacional de Dones, en el qual presentaren una ponència sobre la situació de les treballadores hongareses. En tornar a Hongria, fundaren l'Associació de Feministes hongareses. Com a òrgan d'aquesta associació començà de publicar-se el 1907 la revista A Nő és a Társadalom ('Dona i societat'), editada per Rózsa Schwimmer, en què es tractava no sols del dret al sufragi de les dones, sinó també d'altres temes relacionats amb la igualtat en l'educació i en el treball, la cura dels nens, la salut, etc.
El moviment feminista hongarès sempre es mantingué pacífic; la seua acció més «militant» va ser repartir pamflets davant l'entrada del Parlament. Com a pacifista convençuda, Schwimmer va condemnar totes les formes de violència. Després del «dijous vermell de sang» (manifestació que tingué lloc a Budapest el 23 de maig de 1912 i que fou molt durament reprimida), va criticar no sols la brutalitat policial, sinó també els manifestants socialdemòcrates, en primer lloc perquè no lluitaven pel sufragi universal, sinó pel dret al vot per als homes només, i en segon lloc perquè van actuar amb violència. La conclusió que en tragué fou que «la violència que preval en el món» no podia ser erradicada sota el seu govern. Des del 1910 va cridar repetidament l'atenció sobre el perill imminent de guerra, i va argumentar que seria conseqüència de l'ordre mundial patriarcal, advocant pel sufragi femení per a evitar-la. «El soroll de guerra, el lament de centenars de milers de famílies desesperades, les valors destruïdes irreversiblement, la possibilitat de veure Europa en flames: aquest és el resultat del govern unilateral masculí», va escriure en un article de 1912. El 1913, el congrés de la IWSA es va celebrar a Budapest, organitzat per l'Associació de Feministes, esdeveniment que va recollir tota la premsa internacional i va fer Rózsa Schwimmer molt coneguda arreu. A continuació, feu una gira per Europa amb la sufragista nord-americana Carrie Chapman Catt, donant conferències en favor del vot de les dones. El 1914, abans d'esclatar la Primera Guerra Mundial, s'establí a Londres, i allí començà a treballar com a secretària de premsa de la IWSA, i com a corresponsal de diversos diaris europeus. En esclatar la guerra, la seua presència a Londres es tornà indesitjable; va dimitir el seu càrrec en la IWSA i se n'anà als Estats Units, on va intentar convéncer el president Woodrow Wilson de convocar una conferència de mediació entre estats neutrals. L'abril del 1915 va assistir al Congrés Internacional de Dones celebrat a La Haia, que pretenia avançar en la causa de la pau, i al qual acudiren pacifistes vinguts dels Estats Units que havien organitzat un projecte de missió anomenat «Vaixell de la pau», finançat per Henry Ford. Aquí es constituí el Comitè Internacional Permanent de Dones per la Pau, amb Schwimmer ocupant una de les vicepresidències; s'elaboraren les condicions per a la pau i s'inicià una mesa de negociació per als estats en conflicte. La iniciativa fracassà, i Schwimmer dimití el seu càrrec del Comitè Permanent.
En finalitzar la guerra, l'Associació de Feministes es va adherir a la coalició de partits revolucionaris que formà (com en altres estats de la monarquia austrohongaresa) el Consell Nacional d'Hongria, que després de la victòria de la «Revolució dels Crisantems» (1 de novembre de 1918) es convertí en el nou cos legislatiu de l'estat. A l'octubre de 1918, el primer ministre Mihály Károlyi envià Schwimmer a Suïssa en representació del Consell Nacional, i el 19 de novembre, essent ja president, la va nomenar ambaixadora a Suïssa: així es va convertir en la primera ambaixadora femenina del món. Amb tot, la missió de Schwimmer no va tenir èxit i va ser remoguda el gener de 1919, poc abans de la implantació de la dictadura del proletariat el 21 de març del mateix any. Arran d'aquest fet es va dedicar a l'agitació contra la república soviètica i el règim de terror blanc.
No va tornar a Hongria, així que el 1921 va fugir a Viena, i després als Estats Units, i s'instal·là a Chicago. Quan va demanar la ciutadania durant els anys 20, la seua sol·licitud va ser rebutjada per ser pacifista i negar-se a acceptar la part de la declaració de lleialtat cívica en què havia d'afirmar que, si fos necessari, defensaria el seu nou país amb les armes. El seu cas va arribar a la Cort Suprema, que el 1929 va sentenciar contra ella, per la qual cosa va romandre la resta de la seua vida als Estats Units com a apàtrida. Durant els seus darrers anys, encara va mantenir activitats polítiques: amb Lola Mayerick Lloyd i d'altres, intentà crear un govern mundial, i el 1935 va fundar, amb Mary Ritter Beard, el Centre Mundial per als Arxius de Dones. El 1938 intentà sense èxit obtenir de Carrie Chapman Catt la signatura d'una declaració que hauria possibilitat l'emigració als Estats Units d'Eugénia Miskolczy Meller i Sarolta Steinberger, perseguides pels nazis. El 1937 rebé el Premi Mundial de la Pau, i el 1947 va ser proposada per al Premi Nobel de la Pau, amb el suport no sols dels promotors nord-americans de la iniciativa, sinó també des de la Gran Bretanya, Hongria, Suècia, França i Itàlia, però no l'obtingué perquè l'any següent aquest premi no es va atorgar. Va morir de pneumònia a Nova York als setanta anys.